# Tân Thạnh, Tân Phú Đông
Tân Thạnh là một xã thuộc huyện Tân Phú Đông, tỉnh Tiền Giang, Việt Nam.

## Địa lý
Xã Tân Thạnh nằm ở phía nam huyện Tân Phú Đông, trên một cù lao tách biệt với các xã còn lại của huyện. Xã có vị trí địa lý:
- Phía đông giáp xã Phú Đông
- Phía tây và phía nam giáp tỉnh Bến Tre
- Phía bắc giáp các xã Tân Thới, Tân Phú, Phú Thạnh.

Xã có diện tích 22,37 km², dân số năm 2002 là 4.963 người, mật độ dân số đạt 222 người/km².

## Lịch sử
Trước đây, xã Tân Thạnh thuộc huyện Gò Công Tây, được thành lập vào ngày 14 tháng 1 năm 2002 trên cơ sở điều chỉnh 1.134,32 ha diện tích tự nhiên và 2.836 người của xã Tân Phú; 550,2 ha diện tích tự nhiên và 1.769 người của xã Tân Thới; 552,51 ha diện tích tự nhiên và 358 người của xã Phú Thạnh.
Sau khi thành lập, xã Tân Thạnh có 2.237,03 ha diện tích tự nhiên và 4.963 người.
Ngày 21 tháng 1 năm 2008, xã Tân Thạnh chuyển sang trực thuộc huyện Tân Phú Đông mới thành lập.